# Denny Zeitlin

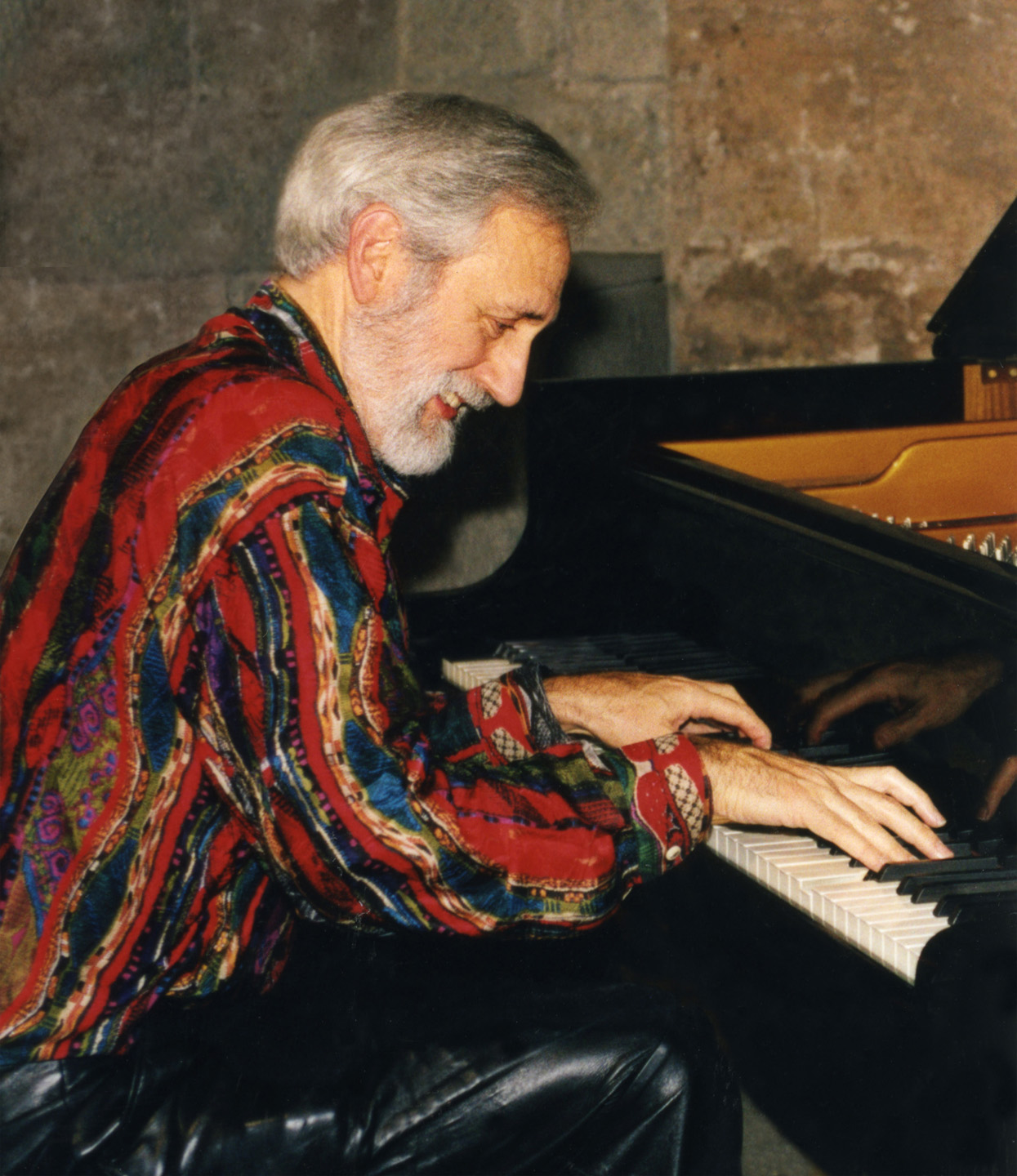
Denny Zeitlin (2000)

Denny Zeitlin (* 10. April 1938 in Chicago, Illinois als Dennis Jay Zeitlin) ist ein US-amerikanischer Jazzpianist und Arzt. Obwohl er nicht hauptberuflich als Jazzmusiker tätig ist, setzte er „mit seinen geschmackvoll ausbalanzierten Hybriden zwischen Tradition und Moderne, Kraft und Spiritualität, Prozess und Form Maßstäbe im Jazz.“

## Leben und Wirken
Zeitlins Eltern spielten beide Klavier; er begann bereits mit zwei Jahren mit dem Klavierspiel und hatte von 1944 bis 1952 Musikunterricht. Er lernte unter anderem bei Billy Taylor und George Russell. 1960 war er mit Oscar Pettiford auf Europa-Tour. Er finanzierte sein Medizin-Studium an der Johns Hopkins University durch seine Jazzaktivitäten. 1963 gab er auf der LP Flute Fever des Flötisten Jeremy Steig sein Plattendebüt. Nach der Promotion 1964 arbeitete er in San Francisco als Psychiater an einer Nervenklinik. Daneben spielte er 1964 mit einem eigenen Trio, dem Charlie Haden und Jerry Granelli angehörten, und trat 1965 auf dem Newport Jazz Festival und dem Monterey Jazz Festival auf. Ab 1968 trat er im Fusion-Kontext auf. Von den späten 1960er Jahren bis in die Mitte der 1970er Jahre zog er sich aus der Öffentlichkeit zurück.
1978 verfasste er die Filmmusik zu Philip Kaufmans Science Fiction Drama „Invasion of the Body Snatchers“ mit Donald Sutherland, Brooke Adams und Leonard Nimoy; auch hat er Musik für die Sesamstraße komponiert. Seitdem konzertierte er als Jazzmusiker vorrangig an der Westküste der USA, etwa in einem Trio mit Peter Donald. Er hat auch mit Herbie Hancock, Pat Metheny, David Grisman, Paul Winter, Joe Henderson und Buster Williams gespielt. Sein Stil liegt zwischen Bill Evans, der seine Komposition „Quiet Now“ übernahm, Lennie Tristano und Bud Powell.
Als Psychiater lehrt er an der University of California. Mit seinem Präsentation Unlocking the Creative Impulse: the Psychology of Improvisation, mit der er auch in Europa auf Tour war, verbindet er seine unterschiedlichen Interessen.

## Diskografische Hinweise
- Cathexis (1964, Columbia, mit  Cecil McBee und Freddie Waits)
- Carnival (1964, Columbia)
- Shining Hour - Live At the Trident (1965, Columbia)
- Zeitgeist (1967, Columbia)
- Expansion (1967/1970) Double Helix / 1750 Arch
- Syzygy (1977, 1750 Arch

)
- Soundings (1978, 1750 Arch, Solo)
- Time Remembers One Time Once (1983, ECM, mit Charlie Haden)
- Tidal Wave (1984, Palo Alto)
- Homecoming (1986, Living Music)
- Trio (1988, Windham Hill)
- Live At Maybeck Recital Hall (1993; Concord Jazz)
- Live At Maybeck Recital Hall: Duo Series (1995,  Concord Jazz, mit David Friesen)
- As Long As There's Music (1998, Venus)
- Live At the Jazz Bakery (1999, Intuition, mit David Friesen)
- Labyrinth (2011)
- Both/And (Sunnyside, 2013)
- Early Wayne (2016) solo
- Solo Piano: Remembering Miles (2019)
- Live at Mezzrow (2020), mit Buster Williams und Matt Wilson
- Denny Zeitlin/George Marsh: Telepathy (Sunnyside, 2021)
- Panoply (2024)
- With a Song in My Heart: Exploring the Music of Richard Rodgers (2025)